# 2655 Guangxi
A 2655 Guangxi (ideiglenes jelöléssel 1974 XX) a Naprendszer kisbolygóövében található aszteroida. A Bíbor-hegyi Obszervatórium fedezte fel 1974. december 14-én.